# Nemifitide
Le Nemifitide (code product INN-00835) est un antidepresseur découvert par Innapharma et développé par Tetragenex pour le traitement de la dépression majeure, qui a franchi avec succès la phase II d'étude clinique.
Face aux coûts très élevés de la recherche clinique aux États-Unis, Tetragenex développe désormais le produit au Guatemala, et a abandonné toute idée de le commercialiser sur le marché américain.

## Efficacité
Un essai publié en 2006, utilisant notamment les échelles de Hamilton et de Montgomery-Åsberg, a démontré la supériorité du Nemifitide sur le placebo, en particulier chez les patients les plus sévèrement atteints.
Les résultats d'un autre essai, portant sur des patients réfractaires aux traitements, ont été publiés en 2008. Sur 25 patients, 11 ont répondu selon l'échelle de Montgomery et Asberg, et un seul selon l'échelle de Hamilton. L'étude a permis d'établir que la réponse est proportionnelle à la dose de produit.
Le Nemifitide est inactif par voie orale et doit être administré par injection sous-cutanée. Sa courte demi-vie (15 à 30 minutes) n'empêche pas une certaine efficacité.

## Pharmacologie
Le mécanisme d'action du némifitide n'a pas été élucidé, mais les chercheurs pense qu'il est proche de celui du MIF-1, leurs effets antidépresseurs étant similaires,.
en tout état de cause, le némifitide se lie à divers récepteurs dont les récepteurs de Sérotonine 5-HT2A (sur lesquels il agit en antagoniste), sur le récepteur de neuropetpide Y, sur le récepteur de bombésine et sur les récepteurs de mélanocortine 4 et 5 (mais uniquement à très faible concentration).